# Lucas Coutinho Tavares
Lucas Coutinho Tavares (nacido el 10 de julio de 1992) es un futbolista brasileño que se desempeña como defensa.
Jugó para clubes como el SC Sagamihara.

## Trayectoria

### Clubes
| Club          | País  | Año  |
| ------------- | ----- | ---- |
| SC Sagamihara | Japón | 2016 |

## Estadística de carrera

### J. League
| Club          | Año   | J. League | J. League | Copa J. League | Copa J. League | Total | Total |
| Club          | Año   | Part.     | Goles     | Part.          | Goles          | Part. | Goles |
| ------------- | ----- | --------- | --------- | -------------- | -------------- | ----- | ----- |
| SC Sagamihara | 2016  | 16        | 2         | -              | -              | 16    | 2     |
| Total         | Total | 16        | 2         | 0              | 0              | 16    | 2     |